# Simon Pegg
Simon Pegg, pseudonimo di Simon John Beckingham (Brockworth, 14 febbraio 1970), è un attore, comico e sceneggiatore britannico.
È noto per interpretare il personaggio di Montgomery Scott, ingegnere capo dell'astronave USS Enterprise NCC-1701 nella serie di film della Kelvin Timeline, del franchise di fantascienza Star Trek.

## Biografia
Nato da John Henry Beckingham, musicista jazzista e venditore di tastiere, e Gillian Rosemary Smith, funzionaria. I suoi genitori divorziarono quando aveva sette anni, sua madre si risposò e Simon prese il cognome del suo patrigno, Pegg. Frequentò diverse scuole per poi arrivare all'Università di Bristol, dove si dedicò specialmente a letteratura e recitazione. Trasferitosi a Londra nel 1993, cominciò a fare degli spettacoli di stand-up comedy. Nel 1995 i suoi spettacoli diventarono così popolari che ricevette numerosi inviti per festival comici in Nuova Zelanda e Australia. Ha preso parte a diversi programmi comici, tra cui Asylum, Faith in the Future, Big Train, Six Pairs of Pants e Hippies. Tra il 1998 e il 2004 figurò regolarmente nel programma radiofonico The 99p Challenge in onda sulla BBC Radio 4.
Nel 1999 insieme a Jessica Hynes scrive e interpreta Spaced, a cui prende parte anche il miglior amico di Simon, Nick Frost, con la regia di Edgar Wright. Sempre insieme a Edgar Wright e Nick Frost realizza L'alba dei morti dementi, film divenuto un cult. Pegg e Wright vengono poi invitati dal regista George A. Romero per un cameo nel film La terra dei morti viventi, che dimostra così il suo apprezzamento per l'opera dei due cineasti inglesi, fortemente ispirata dai film dello stesso Romero. In quegli anni prende inoltre parte a diversi altri film, recitando in ruoli minori in Un'insolita missione, Band of Brothers - Fratelli al fronte, 24 Hour Party People, Danger! 50,000 Zombies e Doctor Who.
Nel 2006 è protagonista insieme a David Schwimmer in Big Nothing, mai distribuito in Italia. Sempre nel 2006 entra a far parte del cast principale della serie cinematografica Mission: Impossible impersonando l'agente Benji Dunn a partire dal terzo film (Mission: Impossible III) fino all'ultimo, per il momento, Mission: Impossible - Dead Reckoning, uscito nel 2025. In quell'anno, torna in coppia con Nick Frost in Hot Fuzz con Edgar Wright alla regia, film in cui ha contribuito alla sceneggiatura, e partecipa anche al film Run Fatboy Run diretto da David Schwimmer. Pegg successivamente ha interpretato Montgomery "Scotty" Scott nel film Star Trek, nel suo seguito Into Darkness - Star Trek (entrambi diretti da J. J. Abrams) e nel terzo capitolo della saga reboot Star Trek Beyond, diretto da Justin Lin, di cui è anche sceneggiatore. È stato scelto dall'autore di fumetti irlandese Garth Ennis come volto per il personaggio di Piccolo Hughie nel suo lavoro The Boys, dissacrante satira sul fumetto supereroistico americano, come omaggio a quello che Ennis ha dichiarato essere uno dei personaggi della comicità inglese che più apprezza. Nel 2018 partecipa al film Terminal. Nel 2022 partecipa al doppiaggio del film d'animazione Luck.

## Vita privata
Pegg è sposato dal 2005 con Maureen McCann, con la quale ha anche una figlia, nata a giugno del 2009. Nel 2010 si è dichiarato ateo.
È inoltre il padrino della figlia di Gwyneth Paltrow e Chris Martin.

## Filmografia

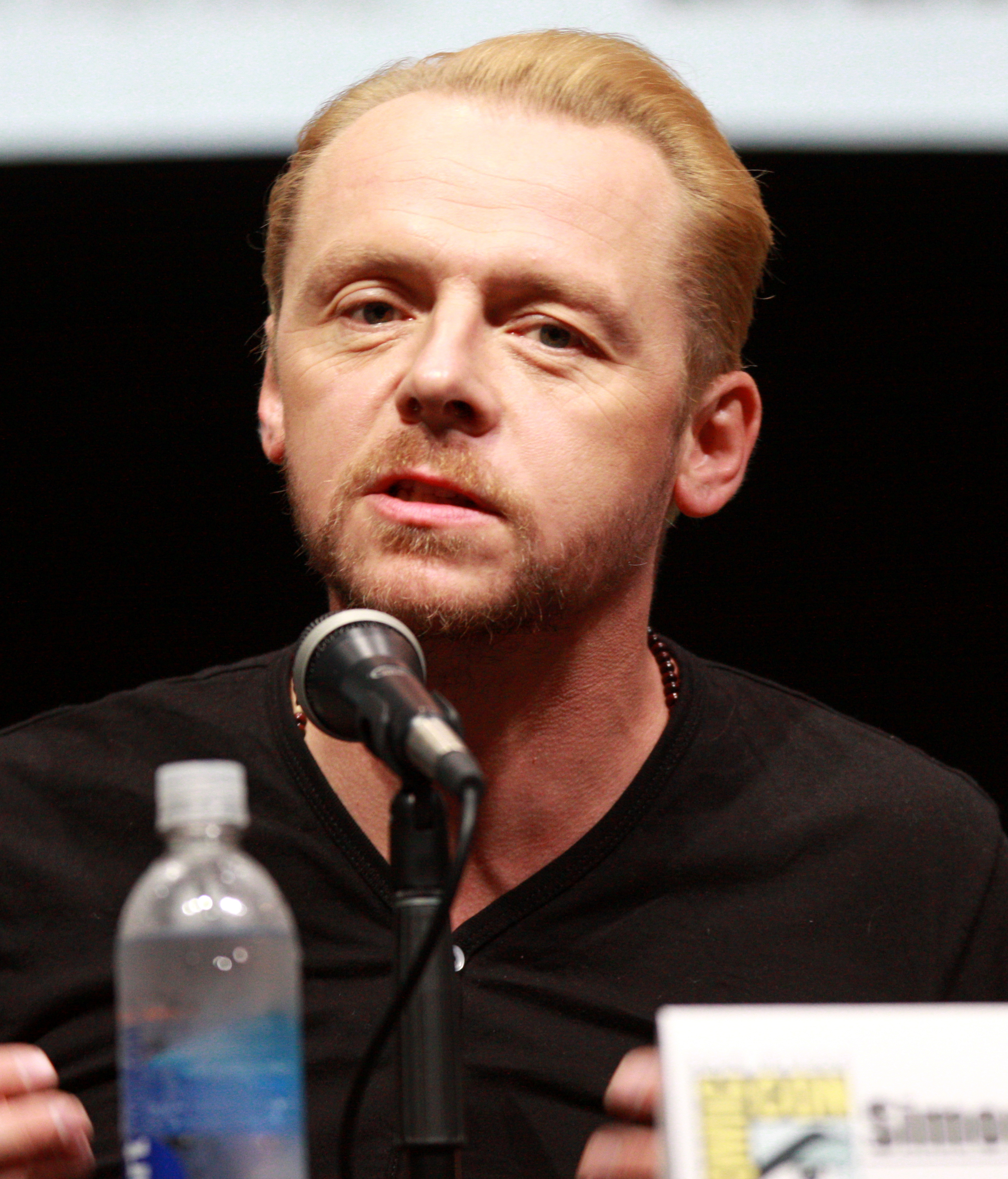
Simon Pegg nel 2013

### Attore

#### Cinema
- Guest House Paradiso, regia di Adrian Edmondson (1999)
- Un'insolita missione (The Parole Officer), regia di John Duigan (2001)
- 24 Hour Party People, regia di Michael Winterbottom (2002)
- L'alba dei morti dementi (Shaun of the Dead), regia di Edgar Wright (2004)
- The League of Gentlemen's Apocalypse, regia di Steve Bendelack (2005)
- La terra dei morti viventi (Land of the Dead), regia di George A. Romero (2005) - cameo
- Mission: Impossible III, regia di J. J. Abrams (2006)
- Big Nothing, regia di Jean-Baptiste Andrea (2006)
- Don't, fake trailer di Grindhouse, regia di Edgar Wright (2007)
- The Good Night, regia di Jake Paltrow (2007)
- Hot Fuzz, regia di Edgar Wright (2007)
- Run Fatboy Run, regia di David Schwimmer (2007)
- Star System - Se non ci sei non esisti (How to Lose Friends & Alienate People), regia di Robert B. Weide (2008)
- Star Trek, regia di J. J. Abrams (2009) - Montgomery Scott
- Ladri di cadaveri - Burke & Hare (Burke & Hare), regia di John Landis (2010)
- Paul, regia di Greg Mottola (2011)
- Le avventure di Tintin - Il segreto dell'Unicorno (The Adventures of Tintin), regia di Steven Spielberg (2011)
- Mission: Impossible - Protocollo fantasma (Mission: Impossible - Ghost Protocol), regia di Brad Bird (2011)
- Scream 4, regia di Wes Craven (2011) – cameo
- A Fantastic Fear of Everything, regia di Crispian Mills e Chris Hopewell (2012)
- Into Darkness - Star Trek (Star Trek Into Darkness), regia di J. J. Abrams (2013) - Montgomery Scott
- La fine del mondo (The World's End), regia di Edgar Wright (2013)
- Hector e la ricerca della felicità (Hector and the Search for Happiness), regia di Peter Chelsom (2014)
- Kill Me Three Times, regia di Kriv Stenders (2014)
- Cuban Fury, regia di James Griffiths – cameo (2014)
- Un amore per caso (Man Up), regia di Ben Palmer (2015)
- Mission: Impossible - Rogue Nation, regia di Christopher McQuarrie (2015)
- Un'occasione da Dio (Absolutely Anything), regia di Terry Jones (2015)
- Star Wars - Il risveglio della Forza (Star Wars: The Force Awakens), regia di J. J. Abrams (2015)
- Star Trek Beyond, regia di Justin Lin (2016) - Montgomery Scott
- Ready Player One, regia di Steven Spielberg (2018)
- Mission: Impossible - Fallout, regia di Christopher McQuarrie (2018)
- Terminal, regia di Vaughn Stein (2018)
- Slaughterhouse spacca (Slaughterhouse Rulez), regia di Crispian Mills (2018)
- Lost Transmissions, regia di Katharine O'Brien   (2019)
- Inheritance, regia di Vaughn Stein (2020)
- Mission: Impossible - Dead Reckoning, regia di Christopher McQuarrie (2023)
- Mission: Impossible - The Final Reckoning, regia di Christopher McQuarrie (2025)

#### Televisione
- Faith in the Future – serie TV, 15 episodi (1996-1998)
- Asylum – serie TV, 6 episodi (1996)
- We Know Where You Live – serie TV, 12 episodi (1997)
- Is It Bill Bailey? – serie TV, 6 episodi (1998)
- Big Train – serie TV, 12 episodi (1998-2002)
- Spaced – serie TV, 14 episodi (1999-2001)
- Jam – serie TV (2000)
- Hippies – serie TV, 6 episodi (1999)
- Band of Brothers - Fratelli al fronte (Band of Brothers) – miniserie TV, puntate 1-2 (2001)
- Look Around You – serie TV, episodi 1x01-2x02 (2002-2005)
- Black Books – serie TV, episodio 3x01 (2004)
- Doctor Who – serie TV, episodio 1x07 (2005)
- Mob City – serie TV, episodi 1x01-1x03 (2013)
- The Boys – serie TV (2019-2024)
- Truth Seekers – serie TV, 6 episodi (2020)

### Doppiatore

#### Cinema
- Free Jimmy, regia di Christopher Nielsen (2006)
- Le cronache dei morti viventi (Diary of the Dead), regia di George A. Romero (2007)
- L'era glaciale 3 - L'alba dei dinosauri (Ice Age 3: Dawn of the Dinosaurs), regia di Carlos Saldanha e Mike Thurmeier (2009)
- Le cronache di Narnia - Il viaggio del veliero (The Chronicles of Narnia: The Voyage of the Dawn Treader), regia di Michael Apted (2010)
- L'era glaciale 4 - Continenti alla deriva (Ice Age: Continental Drift), regia di Steve Martino e Mike Thurmeier (2012)
- Boxtrolls - Le scatole magiche (The Boxtrolls), regia di Graham Annable e Anthony Stacchi (2014)
- Star Wars - Il risveglio della Forza (Star Wars: The Force Awakens), regia di J. J. Abrams (2015)
- L'era glaciale - In rotta di collisione (Ice Age: Collision Course), regia di Mike Thurmeier e Glen T. Chu (2016)
- The Cloverfield Paradox, regia di Julius Onah (2018)
- L'era glaciale - Le avventure di Buck (Ice Age: Adventures of Buck Wild), regia di John C. Donkin (2022)
- Luck, regia di Peggy Holmes (2022)
- Mission: Impossible - Dead Reckoning, regia di Christopher McQuarrie (2023)
- Mission: Impossible - The Final Reckoning, regia di Christopher McQuarrie (2025)

#### Televisione
- Non sono un animale (I Am Not an Animal) – serie animata, 6 episodi (2004)
- Star Wars: The Clone Wars – serie animata, episodio 4x20 (2012)
- Dark Crystal - La resistenza – serie TV, 10 episodi (2019)
- Archer – serie animata, episodi 11x4-11x5 (2020)
- Scott Pilgrim - La serie (Scott Pilgrim Takes Off) – serie animata, 2 episodi (2023)

#### Videiogiochi
- Hogwarts Legacy – videogioco (2023)

### Sceneggiatore

#### Cinema
- L'alba dei morti dementi (Shaun of the Dead), regia di Edgar Wright (2004)
- Hot Fuzz, regia di Edgar Wright (2007)
- Run Fatboy Run, regia di David Schwimmer (2007)
- Paul, regia di Greg Mottola (2011)
- La fine del mondo (The World's End), regia di Edgar Wright (2013)
- Star Trek Beyond, regia di Justin Lin (2016)

#### Televisione
- Spaced – serie TV, 14 episodi (1999-2001)

## Doppiatori italiani
Nelle versioni in italiano delle opere in cui ha recitato, Simon Pegg è stato doppiato da:
- Massimiliano Manfredi in Spaced, Hot Fuzz, Paul, Mission: Impossible - Protocollo fantasma, La fine del mondo, Mission: Impossible - Rogue Nation, Ready Player One, Mission: Impossible - Fallout, Mission: Impossible - Dead Reckoning, Mission: Impossible - The Final Reckoning (Benji Dunn)
- Lorenzo Scattorin in L'alba dei morti dementi, Inheritance, Truth Seekers
- Nanni Baldini in Star Trek, Into Darkness - Star Trek, Star Trek Beyond
- Franco Mannella in Star System - Se non ci sei non esisti, Hector e la ricerca della felicità
- Roberto Stocchi in Doctor Who
- Loris Loddi in Mission: Impossible III
- Ambrogio Colombo in The Good Night
- Alessandro Quarta in Run Fatboy Run
- Danilo De Girolamo in Ladri di cadaveri - Burke & Hare
- Oreste Baldini in Un'occasione da Dio
- Raffaele Farina in Terminal
- Vittorio Guerrieri in Slaughterhouse spacca
- Carlo Scipioni in The Boys

Da doppiatore è sostituito da:
- Massimo Giuliani in L'era glaciale 3 - L'alba dei dinosauri, L'era glaciale - In rotta di collisione, L'era glaciale - Le avventure di Buck
- Massimiliano Manfredi in Mission: Impossible - Dead Reckoning, Mission: Impossible - The Final Reckoning (Entità)
- Francesco Prando in Archer, Le cronache di Narnia - Il viaggio del veliero
- Nanni Baldini in Le avventure di Tintin - Il segreto dell'Unicorno
- Franco Mannella in Boxtrolls - Le scatole magiche
- Franco Zucca in Star Wars: Il risveglio della Forza[N 1]
- Matteo Brusamonti in The Cloverfield Paradox
- Gianni Giuliano in Dark Crystal - La resistenza
- Flavio Aquilone in The Boys : Diabolical
- Francesco Bulckaen in Luck
- Roberto Accornero in Hogwarts Legacy